# Nygränd

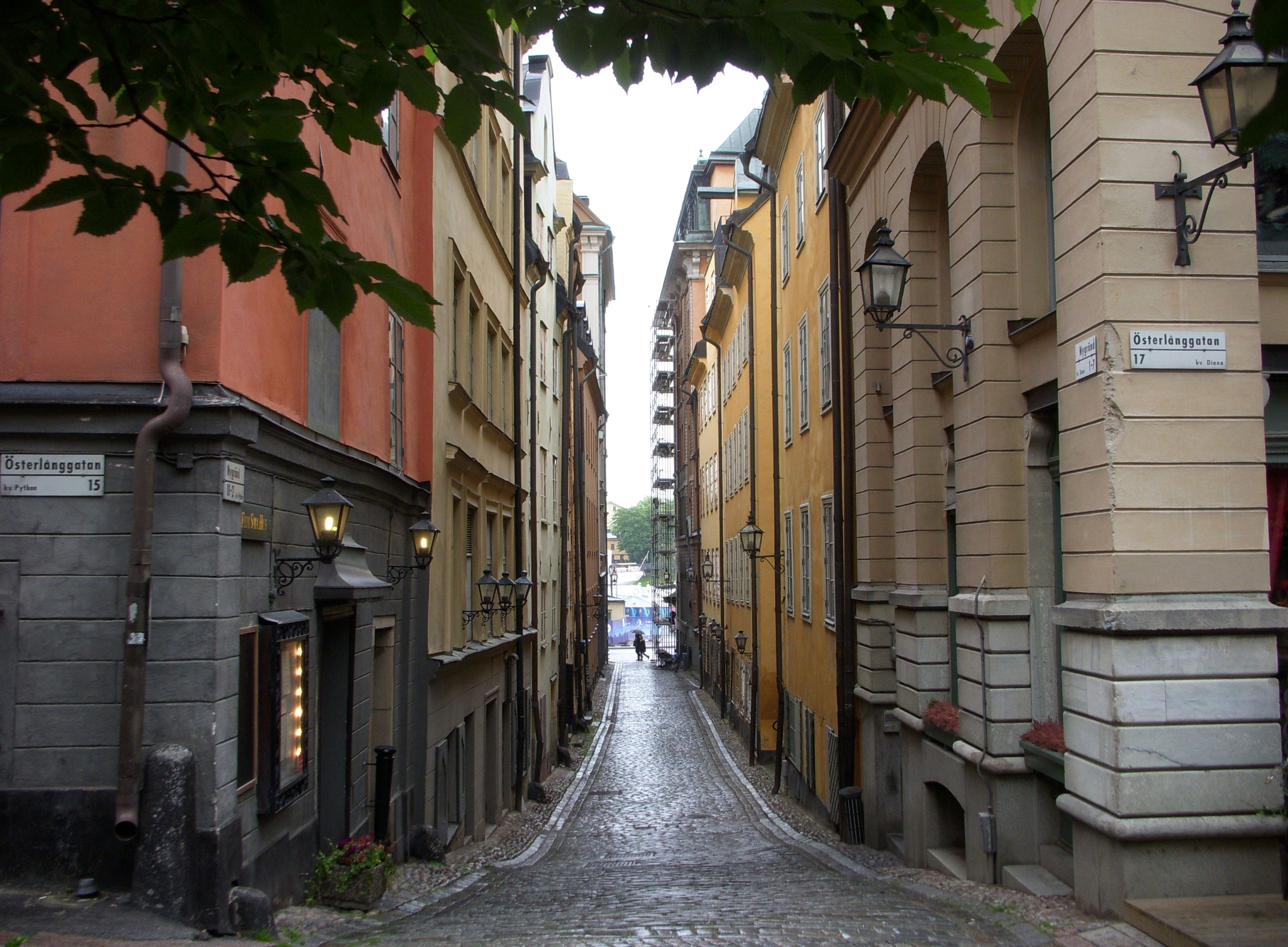
Nygränd, vy mot Skeppsbron (2009).

Nygränd är en gata belägen i Gamla stan i Stockholm som sträcker sig från Österlånggatan i östlig riktning mellan kvarteren Diana och Python ner mot Skeppsbron.
Nygränd omnämns redan på 1500-talet som Niia grenden (1553) och Nygrenden (1570). Gränden anlades i samband med att ett nytt kvarter (kvarteret Dianas föregångare) tillkom på det gamla Fiskartorget. Fram till 1640-talet var gränden betydligt kortare och slutade vid Östra stadsmuren. Först när denna revs och Skeppsbron anlades på utfylld mark fick Nygränd sin nuvarande längd.
Vid Nygränd/Skeppsbron ligger Sutthoffska palatset (mot norr) och Kinneviks huvudkontor (Skeppsbron 18). Vid Nygränd/Österlånggatan finns restaurangen Fem små hus med anor från 1600-talet.